# 大森城
大森城（おおもりじょう）は、福島県福島市南部にあった戦国時代の日本の城。別名臥牛城と呼ばれている。JR南福島駅より西方約2km。

## 概要
大森城は福島市大森の小高い丘陵の先端部に築かれた。最高地点は147メートル、比高差60メートルでそれほど高くはない。現在は、北端に櫓の形をした展望台が設置されるなど城山公園として整備され、春には福島有数の桜の名所として、多くの人が花見に訪れている。

## 歴史・沿革
大森城がいつ頃から存在するのかはよくわからない。ただ、城跡近辺には鎌倉時代から室町時代初期にかけての板碑が数多く残されており、この一帯が有力国人の拠点だったことは想像に難くない。鎌倉から室町初期にかけてこの一帯を支配していたのは二階堂氏と言われている。
史料から大森城の存在が明らかになるのは戦国時代からで、伊達稙宗の三男・伊達実元が城主となっている。伊達氏の内紛である天文の乱の際、実元は稙宗方につき、大森城は稙宗方の重要拠点の一つとなった。しかし、天文17年（1548年）に乱が終息し、稙宗の隠居と実元の兄・晴宗の家督相続が決まった。兄が桑折西山城から出羽米沢城へ移った後、兄と和解した実元は大森城主にとどまり、信夫郡南部の支配権を与えられた。その後、天正12年（1584年）に実元は大森城を嫡男・成実へ譲り、自身は八丁目城（福島市松川町）に隠居した。成実は伊達政宗の片腕として活躍し、天正14年（1586年）に政宗が二本松城を落城させると、成実に二本松城を与え、大森城は片倉景綱に与えた。この時期の大森城は、政宗による仙道地方（現在の福島県中通り）進出や相馬氏との戦いの際に中継拠点として用いられ、伊達氏の南奥制覇に非常に大きな役割を果たしている。
しかし、天正19年（1591年）の豊臣秀吉による奥州仕置（再仕置）によって信夫郡が伊達氏から没収され蒲生氏郷に与えられると、大森城主となった氏郷の客将・木村吉清は、杉妻城を改修して福島城と名を変え、そこに居城をうつし、大森城を廃した。現在の福島市が福島という名になったのはこのときである。しかし、氏郷の死後に蒲生氏が宇都宮城へ移され、上杉景勝が会津領主となると、大森城は再び取り立てられ、上杉氏家臣の栗田国時が城主となった。関ヶ原の戦いの直前に国時が徳川家康に通じたために殺害されると、芋川正親が城主となる。それ以降、大森城は芋川氏に代々受け継がれたが、寛文4年（1644年）の上杉綱勝急死・上杉綱憲相続に伴う一連の騒動によって上杉領が15万石に半減されるに及び、信夫郡は天領となり、大森城は廃城となった（福島城はのちに福島藩（板倉氏）が居城として使用した）。

## 構造と現状
大森城は、最高地点を中心とした主郭（本丸）、北端の北館、主郭南にある南館という北から南に向かって配置された比較的規模の大きい３つの郭を中心とした構造といえる。主郭部分も北半分と南半分では多少の段差があり、この北側の高い場所が城主の館であったといえるだろう。主郭の南側には空堀と土塁が残る。
しかし、城跡は公園化によってかなり改変されており、これらがどこまで続いていたかは不明である。また、南館は現在、雑木林と畑作地となっており、改変はされているが、遺構の名残を確認することはできる。特に北東部分の帯郭の入り組みから判断して虎口がここに存在したことが推察できる。北館部分は現在主郭から展望台にかけて緩やかな傾斜地となっているが、これは公園化に伴うものであるといえる。
現在、信夫公民館裏から城山観音堂を経由して北舘まで登る道があるが、この道が大手口と思われる。また、北舘の麓の民家の道路側に水路が残されているが、これは大森城の水堀の名残と思われる。なお、展望台の建設にあたり、平成5年（1993年）に北舘北端部が発掘調査され、16世紀に比定される瀬戸産の陶磁器が出土したという。主郭部分の東にある城山古墳は丘陵の麓にあったものを昭和45年（1970年）に移築復元したもので、城とは直接関係はない。

## 考古資料

### 遺構
- 曲輪、土塁、堀（空堀）
- 二の丸跡に模擬二層櫓
- 東山麓の城山観音堂に城主芋川氏四代（正親・元親・綱親・高親）の墓

## 周辺

### 城下町
城下町は大森城の東山麓に形成され、今の大森市街地の原型となっている。土手内や馬場という地名が残る現在の信夫公民館周辺が武家屋敷地、本町などの県道水原線に沿った地域が町人街と思われる。16世紀まで奥州街道は大森を経由しており、大森は米沢へ向かう街道と北へ向かう街道との分岐点でもあった。しかし、17世紀以降は市街地が福島に移り、街道も二本松方面から直接福島市街地へ入り、北へ向かうコースに変わっていった。

### 周辺の中世史跡
大森城のある南福島地域は、福島県県北地方では桑折町、伊達市梁川町（旧伊達郡梁川町）と並ぶ中世史跡の宝庫といえる。鎌倉から室町初期にかけての板碑が数多く残るのは前述したとおりだが、その代表格は、大森城の西方・陽泉寺にある「下鳥渡供養石塔」と呼ばれる板碑であろう。鎌倉時代後期の建立で、その保存状態の良さから国の史跡に指定されている。また、城より南に約2kmの山中にある陽林寺は伊達氏の庇護を厚く受けており、寺には伊達家文書や伊達実元の墓が残されている。
文治5年（1189年）の奥州合戦のときの阿津賀志山の戦いの前哨戦に石那坂の戦いといわれる合戦があったが、福島盆地の南端、福島市平石地区東側の山中、JR東北本線石那坂トンネル付近に石那坂古戦場碑がある。しかし、これは明治時代に、この場所から甲や刀剣などが出土したためにここを古戦場跡と勘違いした地元の有力者が建てたものであり、出土した甲や刀剣は古墳時代のものであることが後年確認されている。したがって、石那坂古戦場が碑のある場所であるという根拠は全くない。ただし、吾妻鏡の記述や地名などからこの近辺にあったのは間違いないだろう。石那坂の戦いで戦功を挙げたのは常陸入道念西（伊達朝宗）と4人の息子であり、合戦後、伊達郡を与えられた彼の子孫が伊達氏である。また、大森城東山麓の城山観音堂（信達三十三観音5番札所）には上杉時代の城代・芋川氏の墓がある。

## 大森城山公園
現在山頂部は1928年より大森城山公園として福島市役所公園緑地課により管理されている。約700本の桜が植えられており、毎年春にはさくら祭りが開催される。場内にはキャンプ場も設置されており、炊事場などが整備されている。

## アクセス
バス
- JR福島駅東口より福島交通バス平田行きで大森本町信夫支所入口下車、徒歩約15分

車
- 東北自動車道福島西インターチェンジ